# Saison 2010 de Super 14
Navigation
Super 14 2009 Super 15 2011
La saison 2010 de super 14 est la cinquième et ultime saison du Super 14, une compétition de rugby à XV qui est disputée par quatorze franchises d'Australie, d'Afrique du Sud et de Nouvelle-Zélande. Une quinzième équipe est ajoutée à la compétition en 2011 pour la première édition du Super 15.
La compétition débute le 12 février 2010 et se termine par une finale le 5 juin 2010. Le Super 14 se déroule sous forme de championnat où chaque équipe rencontre une seule fois chacune des treize autres. Par roulement, deux équipes sont au repos pour 7 des journées (4 à 10), par suite la phase de championnat se déroule en quatorze journées du 12 février au 15 mai. Les quatre meilleures équipes du championnat se rencontrent en demi-finales, la première au classement rencontrant la quatrième et la deuxième étant opposée à la troisième. La finale se déroule ensuite sur le terrain de l'équipe la mieux classée lors de la phase de championnat.
Les tenants du titre sont les Bulls de Pretoria vainqueurs des Chiefs. La franchise sud-africaine a ainsi décroché son second trophée après sa victoire en 2007. La finale 100 % sud-africaine est remportée par les Bulls devant les Stormers sur le score de 25 à 17. La franchise de Pretoria conserve donc son titre.

## Franchises participantes
La compétition oppose quatorze franchises issues d'Afrique du Sud, d'Australie et de Nouvelle-Zélande. Chaque franchise représente une aire géographique.
| Nom             | Pays             | Ville        | Stade                   | Entraîneur      | Capitaine        |
| --------------- | ---------------- | ------------ | ----------------------- | --------------- | ---------------- |
| Blues           | Nouvelle-Zélande | Auckland     | Eden Park               | Pat Lam         | Keven Mealamu    |
| Brumbies        | Australie        | Canberra     | Canberra Stadium        | Andy Friend     | Stephen Hoiles   |
| Bulls           | Afrique du Sud   | Pretoria     | Loftus Versfeld         | Frans Ludeke    | Victor Matfield  |
| Cheetahs        | Afrique du Sud   | Bloemfontein | Free State Stadium      | Naka Drotske    | Juan Smith       |
| Chiefs          | Nouvelle-Zélande | Hamilton     | Waikato Stadium         | Ian Foster      | Mils Muliaina    |
| Crusaders       | Nouvelle-Zélande | Christchurch | AMI Stadium             | Todd Blackadder | Richie McCaw     |
| Highlanders     | Nouvelle-Zélande | Dunedin      | Carisbrook              | Glenn Moore     | Jimmy Cowan      |
| Hurricanes      | Nouvelle-Zélande | Wellington   | Westpac Stadium         | Colin Cooper    | Rodney So'oialo  |
| Lions           | Afrique du Sud   | Johannesburg | Ellis Park Stadium      | Dick Muir       | Cobus Grobbelaar |
| Queensland Reds | Australie        | Brisbane     | Suncorp Stadium         | Ewen McKenzie   | James Horwill    |
| Sharks          | Afrique du Sud   | Durban       | ABSA Stadium            | John Plumtree   | Johann Muller    |
| Stormers        | Afrique du Sud   | Cape Town    | Newlands Stadium        | Johan Erasmus   | Schalk Burger    |
| Waratahs        | Australie        | Sydney       | Sydney Football Stadium | Chris Hickey    | Phil Waugh       |
| Western Force   | Australie        | Perth        | Members Equity Stadium  | John Mitchell   | Nathan Sharpe    |

## Principaux mouvements

### Joueurs
- Sosene Anesi - Quitte les Chiefs pour les Waratahs[3]
- Berrick Barnes - Quitte les Queensland Reds pour les Waratahs[4]
- Daniel Carter - Quitte l'USA Perpignan pour les Crusaders[5]
- Jean de Villiers - Quitte les Stormers pour le Munster[6]
- Matt Dunning - Quitte les Waratahs pour la Western Force[7]
- Rocky Elsom - Quitte le Leinster pour les Brumbies[8]
- Jaque Fourie - Quitte les Lions pour les Stormers[9]
- Matt Giteau - Quitte la Western Force pour les Brumbies[10]
- Bryan Habana - Quitte les Bulls pour les Stormers[11]
- Juan Martín Hernández - Quitte le Stade français pour les Sharks[12]
- Chris Jack - Quitte la Western Province pour les Crusaders[13]
- Luke McAlister - Quitte les Sale Sharks pour les Blues[14]
- Drew Mitchell - Quitte la Western Force pour les Waratahs[15]
- Andre Pretorius - Quitte les Lions pour la Western Force[16]
- Brett Sheehan - Quitte les Waratahs pour la Western Force[17]
- François Steyn - Quitte les Sharks pour le Racing Métro 92[18]
- Timana Tahu - Quitte les Waratahs pour les Parramatta Eels (Rugby League)[19]
- Lote Tuqiri - Licencié par les Waratahs[20], signe aux Leicester Tigers[21]
- Josh Valentine - Quitte la Western Force pour les Brumbies[22]
- Andy Goode - Quitte le CA Brive pour rejoindre les Sharks[23]

### Entraîneurs et staff
- Dan Herbert,  Tim Horan &  Dan Crowley - Rejoignent l'équipe dirigeante et le staff technique des Queensland Reds[24]
- Ewen McKenzie - Quitte le Stade français pour les Queensland Reds[25]
- Dick Muir - Rejoint les Lions[26]

## Résumé des résultats

### Classement de la phase régulière
| Rang | Franchise       | J  | V  | N | D  | Bo | Bd | Pm  | Pe  | Diff | Pts |
| ---- | --------------- | -- | -- | - | -- | -- | -- | --- | --- | ---- | --- |
| 1    | Bulls (T)       | 13 | 10 | 0 | 3  | 6  | 1  | 436 | 345 | +91  | 47  |
| 2    | Stormers        | 13 | 9  | 0 | 4  | 4  | 4  | 365 | 171 | +194 | 44  |
| 3    | Waratahs        | 13 | 9  | 0 | 4  | 5  | 2  | 385 | 288 | +97  | 43  |
| 4    | Crusaders       | 13 | 8  | 1 | 4  | 6  | 1  | 388 | 295 | +93  | 41  |
| 5    | Queensland Reds | 13 | 8  | 0 | 5  | 5  | 2  | 366 | 308 | +58  | 39  |
| 6    | Brumbies        | 13 | 8  | 0 | 5  | 5  | 0  | 358 | 291 | +67  | 37  |
| 7    | Blues           | 13 | 7  | 0 | 6  | 7  | 2  | 376 | 333 | +43  | 37  |
| 8    | Hurricanes      | 13 | 7  | 1 | 5  | 5  | 2  | 358 | 323 | +35  | 37  |
| 9    | Sharks          | 13 | 7  | 0 | 6  | 1  | 4  | 297 | 299 | -2   | 33  |
| 10   | Cheetahs        | 13 | 5  | 1 | 7  | 3  | 1  | 316 | 393 | -77  | 26  |
| 11   | Chiefs          | 13 | 4  | 1 | 8  | 4  | 4  | 340 | 418 | -78  | 26  |
| 12   | Highlanders     | 13 | 3  | 0 | 10 | 3  | 4  | 297 | 397 | -100 | 19  |
| 13   | Western Force   | 13 | 4  | 0 | 9  | 1  | 2  | 258 | 364 | -106 | 19  |
| 14   | Lions           | 13 | 0  | 0 | 13 | 3  | 2  | 270 | 585 | -315 | 5   |

|  | Qualifiés pour la phase finale (no 1, no 2, no 3, no 4). |
|  | T : Tenant du titre 2009                                 |

Attribution des points : victoire : 4, match nul : 2, défaite : 0 ; plus les bonus (offensif : 4 essais marqués ; défensif : défaite par 7 points d'écart maximum).
Règles de classement : 1. différence de points ; 2. résultat du match entre les deux franchises ; 3. le nombre d'essais marqués.

### Phase finale
Les quatre premiers de la phase régulière sont qualifiés pour les demi-finales. L'équipe classée première affronte à domicile celle classée quatrième alors que la seconde reçoit la troisième.
|  | Demi-finales                            | Demi-finales                           |           |    | Finale                                 | Finale                                 |
|  | Demi-finales                            | Demi-finales                           |           |    | Finale                                 | Finale                                 |
|  |                                         |                                        |           |    |                                        |                                        |
|  | 22 mai 2010 au Orlando Stadium, Soweto  | 22 mai 2010 au Orlando Stadium, Soweto |           |    | 29 mai 2010 au Orlando Stadium, Soweto | 29 mai 2010 au Orlando Stadium, Soweto |
|  | 22 mai 2010 au Orlando Stadium, Soweto  | 22 mai 2010 au Orlando Stadium, Soweto |           |    | 29 mai 2010 au Orlando Stadium, Soweto | 29 mai 2010 au Orlando Stadium, Soweto |
|  | [1] Bulls                               | 39                                     |           |    | 29 mai 2010 au Orlando Stadium, Soweto | 29 mai 2010 au Orlando Stadium, Soweto |
|  | [1] Bulls                               | 39                                     |           |    | 29 mai 2010 au Orlando Stadium, Soweto | 29 mai 2010 au Orlando Stadium, Soweto |
|  | [4] Crusaders                           | 24                                     |           |    | 29 mai 2010 au Orlando Stadium, Soweto | 29 mai 2010 au Orlando Stadium, Soweto |
|  | [4] Crusaders                           | 24                                     | [1] Bulls | 25 |                                        |                                        |
|  | 22 mai 2010 au Newlands Stadium, Le Cap |                                        | [1] Bulls | 25 |                                        |                                        |
|  |                                         | [2] Stormers                           | 17        |    |                                        |                                        |
|  | [2] Stormers                            | [2] Stormers                           | 17        | 25 |                                        |                                        |
|  | [2] Stormers                            |                                        |           | 25 |                                        |                                        |
|  | [3] Waratahs                            | 6                                      |           |    |                                        |                                        |
|  | [3] Waratahs                            | 6                                      |           |    |                                        |                                        |

## Résultats détaillés

### Phase régulière

#### Tableau synthétique des résultats
L'équipe qui reçoit est indiquée dans la colonne de gauche.
| Clubs           | BLU   | BRU   | BUL   | CHE   | CHI   | CRU   | HIG   | HUR   | LIO   | QUE   | SHA   | STO   | WAR   | WES   |
| --------------- | ----- | ----- | ----- | ----- | ----- | ----- | ----- | ----- | ----- | ----- | ----- | ----- | ----- | ----- |
| Blues           |       | 39-34 | 32-17 |       | 30-20 |       |       | 20-34 |       |       |       | 21-33 |       | 38-17 |
| Brumbies        |       |       |       | 61-15 | 30-23 |       | 31-3  | 13-23 | 24-13 | 32-12 | 24-22 |       |       |       |
| Bulls           |       | 50-32 |       |       |       | 40-35 | 50-35 | 19-18 | 51-11 |       | 27-19 |       | 48-38 |       |
| Cheetahs        | 36-32 |       | 34-51 |       |       |       | 24-31 | 28-12 | 59-10 | 10-31 |       |       |       | 29-14 |
| Chiefs          |       |       | 19-33 | 25-25 |       | 19-26 | 27-21 |       |       | 18-23 |       | 15-49 | 19-46 |       |
| Crusaders       | 33-15 | 40-22 |       | 45-6  |       |       | 32-17 |       | 46-19 |       | 35-6  |       | 20-13 |       |
| Highlanders     | 15-19 |       |       |       |       |       |       | 31-33 | 39-29 |       | 16-30 |       | 26-10 | 27-41 |
| Hurricanes      |       |       |       |       | 33-27 | 26-26 |       |       | 33-18 | 44-21 | 26-29 |       |       | 47-22 |
| Lions           | 14-56 |       |       |       | 65-72 |       |       |       |       | 26-41 | 28-32 | 13-26 |       | 12-33 |
| Queensland Reds | 18-27 |       | 19-12 |       |       | 41-20 | 38-36 |       |       |       |       | 16-13 | 28-30 | 50-10 |
| Sharks          | 23-10 |       |       | 20-25 | 18-19 |       |       |       |       | 30-28 |       | 20-14 |       | 27-22 |
| Stormers        |       | 17-19 | 38-10 | 21-8  |       | 42-14 | 33-0  | 37-13 |       |       |       |       | 27-6  |       |
| Waratahs        | 39-32 | 19-12 |       | 40-17 |       |       |       | 32-16 | 73-12 |       |       | 25-21 |       |       |
| Western Force   |       | 15-24 | 15-28 |       | 19-37 | 24-16 |       |       |       |       |       | 16-15 | 10-14 |       |

|  | Victoire à domicile |  | Match nul |  | Défaite à domicile |

#### Détail des rencontres
Les points marqués par chaque équipe sont inscrits dans les colonnes centrales (3-4) alors que les essais marqués sont donnés dans les colonnes latérales (1-6). Les points de bonus sont symbolisés par une bordure bleue pour les bonus offensifs (quatre essais inscrits), orange pour les bonus défensifs (défaite avec au plus sept points d'écart), rouge si les deux bonus sont cumulés.

### Phase finale

#### Demi-finales
| 22 mai 2010 17h05 UTC+2 | Bulls | 39 - 24 (23 - 10) | Crusaders | Orlando Stadium, Soweto 38 534 spectateurs Arbitre : Stuart Dickinson |
| 22 mai 2010 17h05 UTC+2 | Essai(s) : Spies (1re), Kirchner (14e), du Preez (64e) Transformation(s) : Steyn 2 (2e, 15e), du Preez (65e) Pénalité(s) : Steyn 6 (8e, 18e, 33e, 48e, 68e, 73e) |                   | Essai(s) : McCaw (11e), Maitland (45e), Whitelock (78e) Transformation(s) : Carter 3 (11e, 45e, 78e) Pénalité(s) : Carter (22e) | Orlando Stadium, Soweto 38 534 spectateurs Arbitre : Stuart Dickinson |
| 22 mai 2010 17h05 UTC+2 | |                   | | Orlando Stadium, Soweto 38 534 spectateurs Arbitre : Stuart Dickinson |

| 22 mai 2010 19h10 UTC+2 | Stormers | 25 - 6 (13 - 6) | Waratahs                                          | Newlands Stadium, Le Cap 49 976 spectateurs Arbitre : Mark Lawrence |
| 22 mai 2010 19h10 UTC+2 | Essai(s) : De Jongh (26e) Transformation(s) : Grant (26e) Pénalité(s) : Grant 6 (8e, 11e, 49e, 55e, 62e, 65e) |                 | Pénalité(s) : Barnes (14e) Drop(s) : Barnes (24e) | Newlands Stadium, Le Cap 49 976 spectateurs Arbitre : Mark Lawrence |
| 22 mai 2010 19h10 UTC+2 | |                 |                                                   | Newlands Stadium, Le Cap 49 976 spectateurs Arbitre : Mark Lawrence |

#### Finale
(mt : 16 - 3)
Points marqués :
- Bulls : 1 essai de Hougaard (25e), 1 transformation de Steyn (26e) et 6 pénalités de Steyn (9e, 15e, 20e, 60e, 71e, 75e)
- Stormers : 2 essais de Habana (53e) et January (77e), 2 transformations de Grant (54e, 77e) et 1 pénalité de Grant (30e)

Évolution du score : 3-0, 6-0, 9-0, 16-0, 16-3, 16-10, 19-10, 22-10, 25-10, 25-17
Arbitre : Craig Joubert
Résumé
Les Bulls ouvrent le score par une pénalité de Morné Steyn à la 10e (3-0). Steyn réussit une deuxième pénalité à la 16e et porte la marque à 6-0 en faveur des Bulls. Un essai est refusé à la 18e à Schalk Burger qui marque mais en trois mouvements au sol. Steyn marque une troisième pénalité à la 21e (9-0). Le premier essai de la partie est réussi par le trois-quart aile des Bulls, Francois Hougaard, qui vient à hauteur de Fourie du Preez et perce la défense des Stormers. La transformation est réussie par Morné Steyn (16-0). Les Stormers réduisent l'écart par une pénalité de Peter Grant à la 31e (16-3).
Les premiers points marqués en seconde mi-temps sont obtenus par Bryan Habana qui intercepte une passe du demi d'ouverture des Bulls, Morné Steyn, et marque le premier essai des Stormers. Peter Grant réussit la transformation (16-10). Morné Steyn augmente l'écart à la marque en réussissant trois pénalités aux 62e, 72e et 76e (25-10). Ricky Januarie trompe la défense des Bulls par une feinte de passe et marque un essai à la 77e, le ballon ayant tout juste touché la ligne d'en-but. la transformation de Grant permet aux Stormers de revenir à huit points des Bulls (25-17). Le match se termine par une victoire des Bulls qui remportent ainsi la dernière saison du Super 14.
| Bulls Titulaires Zane Kirchner 15 Gerhard Van den Heever 14 Jaco Pretorius 13 Wynand Olivier 12 Francois Hougaard 11 Morné Steyn 10 Fourie du Preez 9 Pierre Spies 8 Dewald Potgieter 7 Deon Stegmann 6 (cap.) Victor Matfield 5 Danie Rossouw 4 Werner Kruger 3 Gary Botha 2 Gurthrö Steenkamp 1 Remplaçants Bandise Maku 16 Bees Roux 17 Flip van der Merwe 18 Derick Kuün 19 Jacques-Louis Potgieter 20 Jaco Van der Westhuyzen 21 Pedrie Wannenburg 22 Entraîneur Frans Ludeke |  | Stormers Titulaires 15 Joe Pietersen 14 Gio Aplon 13 Jaque Fourie 12 Juan de Jongh 11 Bryan Habana 10 Peter Grant 9 Dewaldt Duvenage 8 Duane Vermeulen 7 Francois Louw 6 Schalk Burger (cap.) 5 Andries Bekker 4 Adriaan Fondse 3 Brok Harris 2 Christiaan Liebenberg 1 Wicus Blaauw Remplaçants 16 Deon Fourie 17 JC Kritzinger 18 Anton van Zyl 19 Pieter Louw 20 Enrico Januarie 21 Willem de Waal 22 Tim Whitehead Entraîneur Johan Erasmus |